# Morskogasjön
Morskogasjön är en sjö i Lindesbergs kommun i Västmanland och ingår i Norrströms huvudavrinningsområde. Sjön är 3 meter djup, har en yta på 0,523 kvadratkilometer och befinner sig 99 meter över havet.

## Delavrinningsområde
Morskogasjön ingår i det delavrinningsområde (661036-147827) som SMHI kallar för Utloppet av Grönbosjön. Medelhöjden är 112 meter över havet och ytan är 65,49 kvadratkilometer. Räknas de 16 avrinningsområdena uppströms in blir den ackumulerade arean 389,48 kvadratkilometer. Sverkestaån (Ramshytteån) som avvattnar avrinningsområdet har biflödesordning 3, vilket innebär att vattnet flödar genom totalt 3 vattendrag innan det når havet efter 202 kilometer. Avrinningsområdet består mestadels av skog (75 procent) och sankmarker (11 procent). Avrinningsområdet har 1,66 kvadratkilometer vattenytor vilket ger det en sjöprocent på 2,5 procent.